# カッシネッタ・ディ・ルガニャーノ
カッシネッタ・ディ・ルガニャーノ（伊: Cassinetta di Lugagnano）は、イタリア共和国ロンバルディア州ミラノ県にある、人口約1,800人の基礎自治体（コムーネ）。

## 地理

### 位置・広がり

#### 隣接コムーネ
隣接するコムーネは以下の通り。
- アッビアテグラッソ
- アルバイラーテ
- コルベッタ
- ロベッコ・スル・ナヴィーリオ

### 地震分類
イタリアの地震リスク階級 (it) では、4 に分類される
。

## 文化・観光
「イタリアの最も美しい村」クラブ加盟コムーネである。